# Vozera Losvida
Vozera Losvida (vitryska: Возера Лосвіда) är en sjö i Belarus.   Den ligger i voblasten Vitsebsks voblast, i den nordöstra delen av landet, 230 km nordost om huvudstaden Minsk. Vozera Losvida ligger 160 meter över havet. Arean är 9,9 kvadratkilometer. Den sträcker sig 4,7 kilometer i nord-sydlig riktning, och 5,2 kilometer i öst-västlig riktning.